# Kamal (Tanjungmedar)
Kamal is een bestuurslaag in het regentschap Sumedang van de provincie West-Java, Indonesië. Kamal telt 2809 inwoners (volkstelling 2010).